# Никола Пушкаров
Никола Петков Пушкаров (1874. Пирдоп, Османско царство — 1934. Софија, Бугарска) је био први бугарски професор природних наука и активист у македонској револуционарној организацији.

## Биографија
Рођен је у бугарском граду Пирдоп 14. децембра 1874. (тада Османско царство), матурирао је из елементарне школе у Софији. После тога је био учитељ у граду Мирково. За време 1898. до 1901. студирао је природне науке на софијском универзитету. Наставио је професуру на високој школи у Скопју, где постане члан ТМОРО-а. 1902. добија позив Гоце Делчева да се ојача револуционарна пропаганда у скопском рејону. Тако Пушкаров 1902. постане председник тајне организације, при томе је био и уређивач тајне пропаганде "Слобода или смрт" (буг. Свобода или смърт).

## Илиндански устанак 1903.
За време илинданског устанка 1903. Пушкаров је имао као главни војвода скопског рајона 18 комита са 100 кг динамита и 200 бомби. 22. јула његова чета одседа у манастиру св. Јован, код села Ветерско. Од тамо имали су контролу на железницу Скопље - Велес. 1. августа 1903. комите се помере у село Новчане где минирају железничку пругу (миниран воз са 32 вагона). 3. и 5. августа нападају турску јединицу која је чувала мост преко Вардара, даље нападају турску јединицу код манастира свети Јован. У наредним данима бугарске комите напали су турски башибозуки, тада се Пушкаров помера према бугарској граници. 20. августа пређу град Врање и Ђустендил. Тамо оснује нову чету комита коју одма шаље у Македонију. Нова чета се настани код Криве Паланке, после битке код Прелесије врати у Бугарску.
Након пропалог илинданског устанка Пушкаров је био на потерници Турака и знао је да не може да се врати у Скопље. Тако се нашао поново у Бугарској, где је био учитељ у Пловдиву, Софији и Видину. Више него револуцији посветио се науци. Издао је 1931. прву карту земљишта у Бугарској. Умро је 18. фебруара 1943. у Софији.